# Biznaga de Jaral
Biznaga de Jaral är en ort i Mexiko.   Den ligger i kommunen San Miguel de Allende och delstaten Guanajuato, i den centrala delen av landet, 220 km nordväst om huvudstaden Mexico City. Biznaga de Jaral ligger 2 118 meter över havet och antalet invånare är 233.
Terrängen runt Biznaga de Jaral är kuperad åt sydväst, men åt nordost är den platt. Runt Biznaga de Jaral är det tätbefolkat, med 913 invånare per kvadratkilometer. Närmaste större samhälle är San Miguel de Allende, 13,2 km nordväst om Biznaga de Jaral. Trakten runt Biznaga de Jaral består i huvudsak av gräsmarker.